# Martha Watson

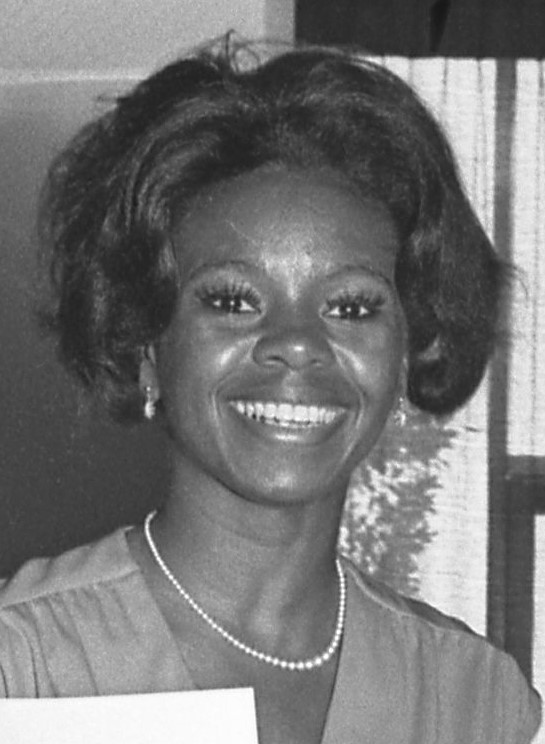
Martha Watson (1976)

Martha Watson (Martha Rae Watson; * 19. August 1946 in Long Beach, Kalifornien) ist eine ehemalige US-amerikanische Weitspringerin und Sprinterin.
Im Weitsprung schied sie 1964 bei den Olympischen Spielen in Tokio in der Qualifikation aus, wurde 1967 Vierte bei den Panamerikanischen Spielen in Winnipeg und 1968 Zehnte bei den  Olympischen Spielen in Mexiko-Stadt.
Bei den Olympischen Spielen 1972 in München wurde sie Vierte in der 4-mal-100-Meter-Staffel und kam im Weitsprung nicht über die erste Runde hinaus.
1975 gewann sie bei den Panamerikanischen Spielen in Mexiko-Stadt Silber im Weitsprung und Gold mit der US-amerikanischen 4-mal-100-Meter-Stafette.
Bei den Olympischen Spielen 1976 in Montreal kam sie mit der US-Stafette auf den siebten Platz und scheiterte im Weitsprung in der Vorrunde.
Dreimal wurde sie im Weitsprung US-Meisterin (1973–1975) und fünfmal US-Hallenmeisterin (1967, 1972, 1974–1976). 1987 wurde sie in die Hall of Fame von USA Track & Field aufgenommen.

## Persönliche Bestleistungen
- 100 m: 11,3 s, 7. Juli 1972, Frederick
- Weitsprung: 6,59 m, 18. Juli 1974, Stockholm